# Harrison Birtwistle
Sir Harrison Paul Birtwistle (Accrington, 15 de juliol de 1934 - Mere, 18 d'abril de 2022) va ser un compositor anglès, àmpliament considerat com un dels compositors moderns més significatius d'aquest país.

## Biografia
Birtwistle va néixer a Accrington, Lancashire. Va ingressar al Royal Northern College of Music de Manchester el 1952 com a estudiant de clarinet. Allí va conèixer als compositors Peter Maxwell Davies i Alexander Goehr, i al costat de John Ogdon i Elgar Howarth van formar el New Music Manchester Group, que es va dedicar a interpretar música serial i altres obres d'estil modern.
Birtwistle va deixar el col·legi el 1955, i fins al 1965 va viure com a professor d'escola. Després va rebre una Harkness Fellowship, que el va portar a estudiar música als Estats Units. Seguidament, es dedica a la composició.
El 1975, Birtwistle va arribar a ser director musical del novament restablert Royal National Theatre de Londres, un lloc que va exercir fins al 1988. De 1994 a 2001 va ser professor de composició al King's College de Londres.
Les obres de Birtwistle són d'un estil modern i complex. Els seus primers treballs sovint evoquen a Ígor Stravinski i a Olivier Messiaen (ambdues reconegudes influències), i la seva tècnica de juxtaposició de blocs de so és de vegades comparada amb la d'Edgar Varèse. La seva música fa un freqüent ús d'ostinatos i sovint té un component de sentiment ritual.
Entre les obres més conegudes de Birtwistle hi ha la primera obra que li donarà reconeixement, el quintet de vent Refrains and Choruses (1957); les peces per a piano Harrison's Clocks (1998); les obres orquestrals The Triumph of Time (1971) i Earth Dances (1986); i les òperes Punch and Judy (1967), The Mask of Orpheus (1984), Gawain (1990) i The Last Supper (2000).
Birtwistle va adquirir notorietat el 1995 quan la seva peça Panic per a saxòfon alt, bateria i orquestra va ser estrenada en l'última nit dels Proms (Last Night of the Proms). La música de Birtwistle no havia estat escoltada de tal forma en un fòrum públic, i la majoria dels presents van rebre de forma negativa la peça, escoltada en un concert tradicionalment partidari de clàssics més populars i peces patriòtiques.
El 1987 li va ser atorgat el Premi Grawemeyer de Composició per l'obra The Mask of Orpheus.
El 15 d'abril de 2008 es va estrenar en la Royal Opera House (Covent Garden) de Londres la seva òpera The Minotaur. Va ser un encàrrec d'aquesta institució. El llibret pertany al poeta David Harsent.

## Vida privada
Birtwistle tenia un perfil mediàtic baix, però de tant en tant va donar entrevistes. El 2019, va ser entrevistat per a Compositor de la setmana a BBC Radio 3. Es va casar amb Sheila Duff, una cantant, el 1958. La parella va tenir tres fills, dos dels quals, Adam i Silas són artistes. Sheila va morir el 2012.
Birtwistle va tenir un ictus el 2021 i va morir a casa seva a Mere, Wiltshire, el 18 d'abril de 2022, als 87 anys.

## Estil de música
La música de Birtwistle no es classifica com a pertanyent a cap escola o moviment en particular. Durant un temps, va ser descrit com a pertanyent a la Escola de Manchester, una frase inventada com a paral·lel a la Segona Escola Vienesa per referir-se a Birtwistle, Goehr i Davies. La música de Birtwistle és complexa, escrita d'una manera modernista amb una veu clara i distintiva, amb sons descrits com a "descarada sonora".
Els seus primers treballs són de vegades evocadors d'Igor Stravinsky i Olivier Messiaen, als quals va reconèixer com a influències, i la seva tècnica de juxtaposició de blocs de so de vegades es compara amb la d'Edgard Varèse. Escoltant el treball de Boulez (Le Marteau sans maître) i Stockhausen (quintet de vent, Refrains i cors (1957). Les seves primeres peces feien un ús freqüent de ostinati i sovint tenien un toc ritual.. Aquests es van reduir en les darreres dècades de Birtwistle a mesura que es va desenvolupar el seu estil compositiu.
Fins i tot quan no es creava una peça visual que inclogués acció escènica, la producció musical de Birtwistle es va mantenir sovint en una concepció teatral. La música no segueix la lògica i les regles de les formes clàssiques com la sonata, forma, però s'estructura més com un drama. A més, gairebé es poden veure diferents instruments musicals que prenen part de diferents personatges del drama. Això és especialment evident en una representació de Teatre secret (1984). Durant diverses parts de la peça, alguns dels instrumentistes actuen com a solista. Per a això, deixen el seu seient al conjunt i es posen per separat, a un costat del conjunt, tornant al grup quan ja no se'ls dona aquest paper.

## Opera
- Punch and Judy (1966–1967)
- The Mask of Orpheus (1973–84)
- Gawain (1990)
- The Last Supper (2000)
- The Minotaur (2008)
- The Corridor, òpera de cambra (2009)
- The Cure (2014–15)

Les peces que s'enumeren aquí són les considerades notables per la font anterior, per tal de no aclaparar aquesta llista seleccionada, no n'afegiu cap més.

## Altres músiques
- Refrains and Choruses (1957), quintet de vent
- The Triumph of Time (1971–72), orquestra
- Silbury Air (1976–77), orquestra de cambra
- Secret Theatre (1984), conjunt de cambra
- Panic (1995), saxo alt, bateria de jazz i orquestra
- Theseus Game (2002), gran conjunt amb dos directors (2002)
- In Broken Images (2011), gran conjunt (després de la música antifonal de Gabrieli)
- Songs from the Same Earth (2012–13), tenor i piano
- Responses (2013–14), piano concerto
- Deep Time (2016), orquestra

Les peces que s'enumeren aquí són les considerades notables per la font anterior, per tal de no aclaparar aquesta llista seleccionada, no n'afegiu cap més.

## Premis i honors
- Premi Grawemeyer de composició musical de 1986, Universitat de Louisville[15]
- 1986 Chevalier de l'Ordre des Arts et des Lettres, Ministeri de Cultura, França[8]
- Knight Bachelor (Kt) de 1988, Monarquia del Regne Unit a la 1988 Queen's Birthday Honors List[8][15]
- 1989 Fellowship, Royal Northern College of Music (FRNCM).[16][17]
- 1994 Membre honorari de la Royal Academy of Arts[18]
- Premi de música Ernst von Siemens de 1995[15]
- Ordre dels companys d'honor (CH), Monarquia del Regne Unit de 2001 a la Llista d'honors de Cap d'Any 2001[8]
- Royal Philharmonic Society Music Awards 2003 Composició a gran escala a Londres[15]
- 2007 Membre d'honor estranger, American Academy of Arts and Letters[19]
- Premi Wihuri Sibelius 2015[15]

Títols honorífics
- 1994 University of Sussex, Doctor of Music (D.Mus.)[20]
- 1996 City, University of London, D.Mus.[21]
- 2008 Universitat de Londres, D.Mus.[22]
- 2010 University of Cambridge, D.Mus.[23]
- 2013 Bath Spa University, Doctorate[24]
- 2014 University of Oxford, D.Mus.[25]
- 2014 Edge Hill University, Doctor of Philosophy (PhD)[26]